# Anna Persdotter
Anna Persdotter, även kallad Lärkan, död 1676 i Stockholm, var en svensk kvinna som avrättades för häxeri. Hon är känd som en av de avrättade i den berömda häxprocessen i Katarina.
Hon var gift med bösskytten Olof Lärka i Ladugårdslandet. Efter avrättningen av Anna Sippel, Britta Sippel och Anna Månsdotter angav de unga pigorna Margareta Matsdotter och Maria Jöransdotter sig själva som häxor. På grund av sin ungdom förutsattes de ha en äldre kvinna som läromästare. Maria Jöransdotter angav först Karin Johansdotter, som hade begått självmord i fängelset: därefter pekade de tillsammans ut Anna Persdotter. 
Anna nekade och dömdes därför till att brännas levande. Hon övertalades i fängelset att bekänna av sina medfångar Margareta Matsdotter och Maria Jöransdotter. Sedan hon bekänt sig skyldig benådades hon till att avrättas genom halshuggning. Att hon skulle lida tortyr innan avrättningen genom att tvingas hålla heta föremål såsom "eldkåhl" eller "hett jern" i händerna, såsom flera av kommissionens ledamöter föreslog, verkar inte ha verkställts. Dessa tre var de enda anklagade kvinnorna i Katarina häxprocess som bekände sig som skyldiga till trolldom.